# 마카오의 경제

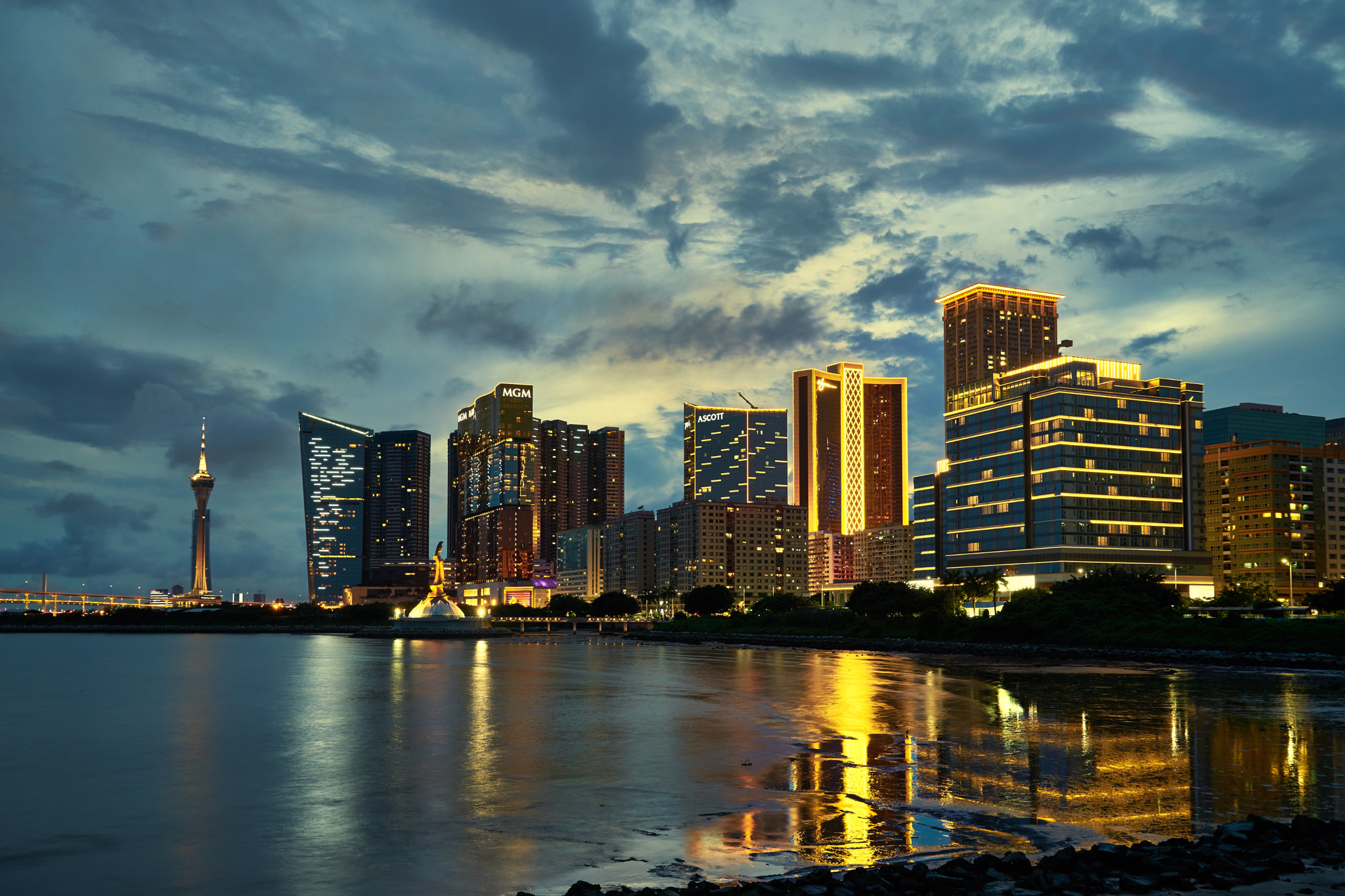

마카오의 경제는 1999년 중국에 반환된 이후 세계에서 가장 개방적인 경제 중 하나로 남아 있다. 의류 수출과 도박 관련 관광이 경제의 중심이다. 마카오에는 경작지가 적고 천연자원이 거의 없기 때문에 식량, 담수, 에너지 수입의 대부분을 중국 본토에 의존하고 있다. 일본과 홍콩은 원자재와 자본재의 주요 공급국이다. 마카오는 1997~98년 아시아 금융 위기와 2000년대 초 경기 침체로 큰 타격을 입었음에도 불구하고 2001년부터 2006년까지 연평균 약 13.1%의 경제 성장을 이루었다. 마카오는 세계 무역 기구(WTO)의 정회원이다. 중화인민공화국에 반환된 후 치안이 크게 향상되었다. 마카오 정부는 수익성 있는 도박 산업에서 얻은 세수로 모든 마카오 시민에게 15년간 무료 교육을 제공하는 사회 복지 프로그램을 도입할 수 있다. 2015년 마카오 경제는 시진핑 정권의 반부패 캠페인 이후 중국 본토 방문객의 지출 감소로 인해 급격한 감소(2015년 2분기 전년 동기 대비 -26.4%)를 보였다.
2007년 첫 3분기 동안 마카오는 전년 동기 대비 31.4%의 GDP 증가를 기록했다. 중국의 여행 제한 완화, 공공 사업 지출 증가, 마카오 게임 산업 자유화와 관련된 상당한 투자 유입으로 인해 본토 방문객 수가 급격히 증가하여 5년 간의 회복을 주도했다. 예산도 2002년 이후 중국인 관광객 급증과 정부 수입의 약 70%를 차지하는 도박 수익에 대한 세금 인상으로 흑자로 돌아섰다. 홍콩 달러 자체는 마카오 파타카의 기축 통화이며 공식 환율은 약 1홍콩 달러에서 1.03 마카오 파타카로 고정되어 있다.

## 역사
마카오는 발견의 시대인 16세기 포르투갈인들이 도착하기 전까지 인구가 약 400명에 달하는 불모의 어촌이었다. 1535년 포르투갈 상인들은 마카오 항구에 선박을 정박하고 무역 활동에 참여할 수 있는 권리를 뇌물을 통해 획득했다. 포르투갈과 중국 상인들이 마카오로 모여들었고 마카오-말라카-고아-리스본, 광저우-마카오-나가사키, 마카오-마닐라-멕시코의 세 가지 주요 경로를 따라 포르투갈의 수익성 높은 무역에서 중요한 지역 무역 중심지가 되었다. 그러나 17세기와 18세기에 세계 강대국으로서의 포르투갈이 쇠퇴하면서 무역로는 네덜란드나 영국과 같은 다른 강대국들의 도전을 받게 되었다. 1842년 중국이 영국에게 홍콩을 양도한 후, 더 큰 선박이 심해 항구인 빅토리아 항구로 끌려갔기 때문에 주요 지역 무역 중심지로서의 마카오의 지위는 더욱 쇠퇴했다. 이러한 쇠퇴를 되돌리려는 시도의 일환으로 마카오는 1848년부터 1870년대 초까지 악명 높은 쿨리(노예 노동자) 무역을 경유 항구로 이용하여 현지인들을 중국 남부에서 쿠바, 페루 및 기타 남미 항구로 운송하여 농장이나 광산에서 일하게 했다.
어업은 지역 무역 중심지로서의 지위를 상실하면서 마카오에서 지배적인 경제 활동으로 다시 등장했다. 1920년대 초에는 마카오 주민 84,000명 중 70% 이상이 낚시에 종사했다. 한편, 성냥, 폭죽, 향, 어선 건조 등 일부 다른 사업도 발전하기 시작했다. 그러나 가장 주목할만한 것은 도박 사업이었다. 도박은 정부의 수입을 창출하기 위해 19세기에 처음으로 합법화되었다. 최초의 카지노 독점권은 1937년에 타이싱(Tai Xing Company)에 부여되었다. 그러나 이 회사는 도박의 경제적 잠재력을 완전히 활용하기에는 너무 보수적이었다. 1962년 정부가 홍콩과 마카오 사업가들이 공동으로 설립한 신디케이트인 STDM(Sociedade de Turismo e Diversoes de Macau)에 모든 형태의 도박에 대한 독점권을 부여하면서 업계는 큰 발전을 이루었다. STDM은 서양식 게임을 도입하고 마카오와 홍콩 간 해상 운송을 현대화하여 매년 수백만 명의 도박꾼을 홍콩에서 데려왔다.
1970년대 마카오 역시 제조업 분야에서 급속한 발전을 이루었다. 마카오의 저비용 운영 환경과 다중섬유협정(MFA)에 따른 잉여 할당량으로 인해 많은 홍콩 산업가들이 마카오에 섬유 및 의류 제조 기지를 설립했다. 1980년대 황금기에는 제조업 부문이 마카오 GDP의 약 40%를 차지했다. 직물과 의류는 마카오 전체 가시 수출의 약 90%를 차지했다. 그러나 제조업 부문은 1990년대 초반부터 MFA 할당제의 단계적 폐지와 중국 본토 및 동남아시아 국가에 비해 인건비 상승으로 인해 점진적인 쇠퇴를 경험했다.

## 같이 보기
- 중화인민공화국의 경제